# Festuca maroccana
Festuca maroccana är en gräsart som beskrevs av Louis Charles Trabut. Festuca maroccana ingår i släktet svinglar, och familjen gräs.
Artens utbredningsområde är Marocko. Inga underarter finns listade i Catalogue of Life.